# Helophorus pumilio
Helophorus pumilio är en skalbaggsart som beskrevs av Wilhelm Ferdinand Erichson 1837. Helophorus pumilio ingår i släktet Helophorus, och familjen halsrandbaggar. Arten har ej påträffats i Sverige.